# Ire Aderinokun
Ire Aderinokun, née le 3 mars 1991, est une développeuse front-end nigériane. Elle est la première femme Google Developer Expert du Nigeria,,.

## Biographie

### Enfance
Ire Aderinokun vient de l'État d'Ogun, au Nigeria. Elle est née dans la famille de Tayo et de Mme Olunfunlola Aderinokun.

### Éducation
Après ses études secondaires au Nigeria, elle a obtenu un baccalauréat en psychologie expérimentale de l'Université de Bristol. Tout en poursuivant sa maîtrise en droit à l'Université de Bristol, ses intérêts pour l'informatique l'ont amenée à suivre un cours de design à Codeacademy,.

### Débuts
Ire Aderinokun est autodidacte. Elle a écrit son premier site web à 13 ans en tant que site de fans pour Neopets où elle avait appris ses premiers codes HTML de base. Ire Aderinokun est également autrice du blog appelé bitsofcode, où elle présente des astuces de codage à d'autres développeurs. Elle a commencé le blog en 2015.

## Carrière
Ire Aderinokun est une experte développeur de Google, spécialisée dans les technologies frontales de base HTML, CSS et JavaScript. Ire est également auteur à Techcabal.
Elle organise Frontstack, une conférence pour l'ingénierie frontale au Nigeria et a lancé un petit programme de bourses pour parrainer des femmes nigérianes,. Elle est cofondatrice de BuyCoins, qui est un échange de crypto-monnaie pour l'Afrique.
Ire Aderinokun est l'une des membres fondatrices de Feminist Coalition un groupe de jeunes femmes nigérianes dont le but est de promouvoir l'égalité des sexes dans la société nigériane. Considérée comme femme inspirante, elle intervient comme mentor à diverses occasions comme le STIM.